# Anna de Diesbach
Anne Marie Lucie Hedwige de Diesbach-Belleroche ( 15 de septiembre de 1844, Fribourg Suiza - 10 de noviembre de 1929, Beaufort-en-Santerre, Francia) fue una botánica, rosalista hibridadora de rosas francesa.

## Biografía
Anne Marie Lucie Hedwige de Diesbach-Belleroche nacida en Fribourg, Suiza era la hija del conde Louis Alexandre Ladislas de Diesbach-Belleroche y de Caroline Constance de Maillardoz de Rue.
Su padre era chambelán del rey de Württemberg y de la Orden de Comendador de la Orden de Saint-Grégoire-le-Grand. Fue el vicepresidente en 1860 y miembro fundador de la "Société Centrale d'Agriculture, d'Horticulture et d'Acclimatation" en Niza.
La familia también poseía la rosaleda "Villa Diesbach" donde el rosalista François Lacharme estaba a cargo. Anna de Diesbach estaba interesada en la creación de nuevas rosas y en 1859 nombró a un cultivar de rosa con su nombre. 
Anne se casa en 1872 con 'Amédée' Marie Ignace Anaclet Cardón de Garsignies y tienen tres hijas.
Murió el 10 de noviembre de 1929, poco antes de su 85 cumpleaños, en el castillo de Beaufort, en Rouvroy Santerre.